# Климактеријум
Климактеријум је прелазни период између зрелог доба и почетка старости, у којем долази до постепеног гашења сексуалног нагона и престанка репродуктивне способности јединке. Тада код жена, у периоду између 45 и 55 година, долази до менопаузе, тј. престанка менструалног циклуса. Климактеријум је праћен и многим психосоматским променама. С обзиром на неке специјалне карактеристике понашања данас се често говори и о „мушком климактеријуму”.